# Stanisław Kochowicz
Stanisław Kochowicz (ur. 11 kwietnia 1873 w Krzywiniu, zm. 2 października 1948 w Gostyniu) – polski działacz niepodległościowy, polityczny, społeczny i kulturalny.

## Na wychodźstwie
Osierocony bardzo młodo, wyemigrował z rodzinnego Krzywinia w pow. kościańskim do Bruckhausen w Nadrenii Północnej-Westfalii, gdzie założył sklep z artykułami papierniczymi, muzycznymi, obrazami z historii Polski itp. W Bochum kupił od Jana Brejskiego księgarnię „Wiarus Polski”, którą już jako własność Stanisława Kochowicza w 1919 r. przyjęto do Związku Księgarzy Polskich.
W Nadrenii Północnej-Westfalii zorganizował Towarzystwo Gimnastyczne „Sokół”, gdzie został prezesem okręgu VII. Od 1910 r. był także II wiceprezesem Wydziału Związku Sokołów Polskich w Państwie Niemieckim. Po powrocie do niepodległej Polski w 1920 roku, do Gostynia, był prezesem tamtejszego „Sokoła”.
W tym samym czasie organizował w Holandii (co było zakazane w Niemczech) zjazdy, na których wygłaszał przemówienia wzywające do walki o wolną Polskę.
24 maja 1909 r. w Poznaniu, wspólnie z m.in. Wojciechem Korfantym, tworzył Polskie Towarzystwo Demokratyczne, do którego rady głównej (1909–1919) z Korfantym  weszli. a podczas plebiscytu na Górnym Śląsku kilkakrotnie kontaktował się z nim, jako emisariusz środowisk polonijnych.
Wielokrotnie stawał przed sądami pruskimi, walcząc o uznanie przez władze słowiańskiego imienia Radomir (ur. 1908 r. w Hamborn pod Duisburgiem) swego drugiego syna, który przez 2 lata w metryce miał zapisane „Dziecko bez imienia” (Kind ohne Vorname). Procesy te ostatecznie wygrał, oświadczając przed pruskim sądem najwyższym w Berlinie, że „jeśli człowiek urodzi się w chlewie – to nie musi się nazywać świnia”.

## W odrodzonej Polsce
Wrócił do Gostynia w 1920 r., po nieudanej próbie osiedlenia się w Poznaniu. Wkrótce został wybrany na prezesa organizacji takich jak tamtejszy „Sokół”, Klub Sportowy „Kania”, Ochotnicza Straż Pożarna. Był działaczem BBWR-u w regionie gostyńskim i zagorzałym zwolennikiem Józefa Piłsudskiego oraz prezesem Wielkopolskiego Związku Chórów i Orkiestr Okręgu X w Gostyniu w latach 1925–1936. Za swą działalność w Związku uhonorowany został brązową, a później srebrną Odznaką Honorową. Na Walnym Zjeździe Delegatów Okręgu X w dniu 25 kwietnia 1946 roku został Honorowym Prezesem Okręgu. 24 czerwca 1934 r. przemawiał przed pomnikiem Ewarysta Estkowskiego w Wojciechowie przy okazji zjazdu w Łowęcicach X Okręgu kół śpiewaczych.

## Po zakończeniu II wojny światowej
Po powrocie do Gostynia w 1945 roku z Generalnego Gubernatorstwa (Krakowa), dokąd został deportowany wraz z rodziną w 1939 roku przez hitlerowskie władze, znowu stanął do pracy mimo podeszłego już wieku. Interesował się żywo pracą Związku Zachodniego i stał się w Gostyniu organizatorem i czołowym działaczem Stronnictwa Demokratycznego, z którego ramienia zasiadał w Powiatowej Radzie Narodowej.
Ze względu na szacunek, jakim darzyło społeczeństwo Stanisława Kochowicza za jego społeczną pracę i poświęcenie dla wolnej Polski i ziemi gostyńskiej – w dniu jego pogrzebu dnia 5 października 1948 roku – tłumy odprowadzały jego szczątki na gostyński cmentarz, a trumnę poprzedzały liczne szeregi strażaków, śpiewaków i członków innych organizacji. Marsz żałobny wykonała orkiestra „Fredreum”, a pienia Towarzystwo „Cecylia”.

## Ordery i odznaczenia
- Srebrny Krzyż Zasługi (dwukrotnie: 11 listopada 1934[9], 11 listopada 1936[10])